# Budaörsi-hegy
A Budaörsi-hegy (Magas-Frank-hegy) Budaörs és Budapest XII. kerülete határán található. A hegy egy 433 méter magas, dolomitból álló, édesvízi mészkővel fedett erdős fennsík a Budai-hegység déli részén.

## Leírása

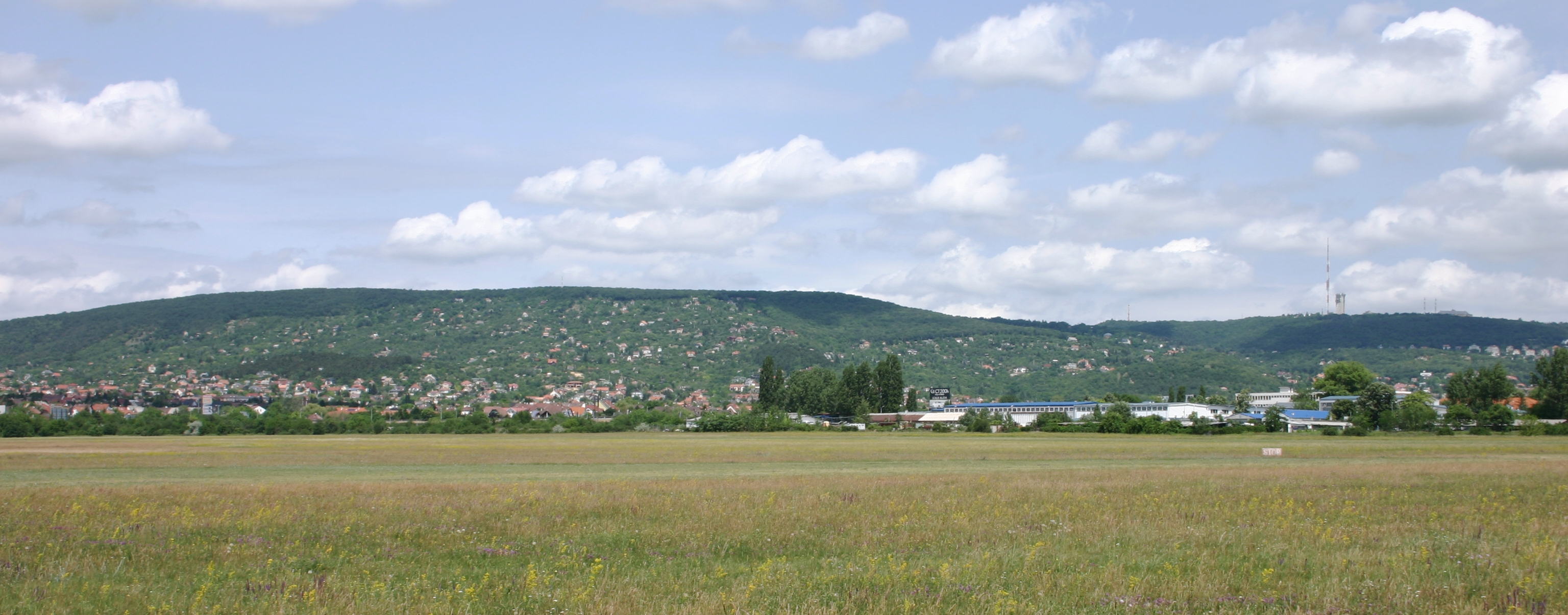
A Budaörsi-hegy (balra) és a Széchenyi-hegy (jobbra) a Budaörsi repülőtér irányából

Déli irányban mély vízmosásokkal tarkított, erdővel fedett, előbb meredek, majd ellankásodó lejtővel ereszkedik le a Budaörsi-medencét északról határoló rögsorra. Északkeleten a Irhás-árok választja el a Csillebérc melletti Magasúttól. Csillebérci része a Frank-hegy nevet viseli. Nyugat felől a Csíki-hegyek, délnyugati irányban a Budaörsi-kopárok meredek sziklás dombjai zárják a csoportot, végül pedig a Budakeszi-medence választja el a Zsámbéki-medence délkeleti részétől.
A Csíki-hegyek és a Budaörsi-hegy között a Szekrényes-hegy, a Farkas-hegy, a Szállás-hegy, déli lejtőjükön a Budaörs felett sorakozó Törökugrató, Út-hegy, Odvas-hegy, a Kálvária-domb és a Kő-hegy a csupasz dolomitsziklás csúcsaik miatt a Budaörs-kopárok tagjai.
A fennsík területén több jelzett (piros és sárga) turistaút is áthalad. A hegy oldalában piktortéglaüregek bújnak meg.